# Йодоетан
Йо́доета́н (англ. iodoethane) — органічна сполука, галогенопохідна етану складу C2H5I. За звичайних умов являє собою безбарвну, легкозаймисту рідину. 
При контакті з повітрям, особливо при дії світла, вона розкладається і стає жовтою або червонуватою від розчиненого йоду. 
Йодоетан використовується у реакціях алкілювання.

## Отримання
Синтез йодоетану шляхом йодування етану не є можливим через велику ендотермічність процесу — реакція не відбувається навіть за 300 °C. До того ж, великою є ймовірність відновлення утвореного йодометану іншим продуктом — йодоводнем. Однак, використовуючи спеціальні агенти йодування, наприклад, трет-бутоксийодид (CH3)3C-OI, реакцію можна провести із незначним виходом:
{\displaystyle \mathrm {C_{2}H_{6}+(CH_{3})_{3}COI\rightarrow C_{2}H_{5}I+(CH_{3})_{3}COH} }
Основним способом отримання йодоетану є взаємодія етанолу з йодом у присутності червоного фосфору (в реакційній суміші утворюється йодид фосфору):
{\displaystyle \mathrm {C_{2}H_{5}OH+PI_{3}\longrightarrow C_{2}H_{5}I+H_{3}PO_{3}} }

## Застосування
Завдяки своїй високій густині, йодоетан застосовується у петрології для визначення густини мінералів. У медицині сполука має використання як протигрибковий засіб для шкіри.